# Tração (transportes)
Aplicada aos transportes, tração (AO 1945: tracção) refere-se à força necessária para fazer deslocar um veículo, nomeadamente um veículo ferroviário, vencendo assim o atrito existente entre este e a superfície sobre que assenta.
Factores como as propriedades de cada um dos materiais em contacto, a rugosidade dos mesmos, a força e área de contacto são determinantes para a determinação da tração.
TRAÇÃO — Força de atrito que faz o veículo se deslocar, podendo ser dianteiro (quando as rodas da frente puxam o carro), traseira (em casos de pick-up quando carrega-se peso na parte de trás do veiculo) e também tem-se aqueles os quais são 4X4 podendo aderir a força às quatro rodas. (Obs.: o veículo 4X4 pode aderir-se por já ter esta opção no veículo, mas não se usa todo o tempo: em casos de atolar em lama, entrar em buracos, etc.)

## Tipos de tracção

### Noscomboios
Referindo-se ao tipo de energia consumida.
- Tração a vapor
- Tração diesel
- Tração eléctrica

### Nosautomóveis
Referindo-se ao local onde a força de tracção é exercida.
- Tração dianteira, à uma roda da frente.
- Tração traseira, à uma roda da retaguarda.
- Tração independente, com um motor por roda motriz.
- Tração total, integral, às quatro rodas.

### Noutrosveículos
- Tração humana (trenós).
- Tração animal, quando o veículo é puxado por animais.
- Tração por cabo (teleféricos).